# Nematopsis annulipes
Nematopsis annulipes is een soort in de taxonomische indeling van de Myzozoa, een stam van microscopische parasitaire dieren. Het organisme komt uit het geslacht Nematopsis en behoort tot de familie Porosporidae. Nematopsis annulipes werd in 2001 ontdekt door Prasadan & Janardanan.